# كاستلباغانو
كاستلباغانو (بالإيطالية: Castelpagano)‏ هي بلدية في مقاطعة بينيفينتو في إقليم كامبانيا في إيطاليا.

## السكان
في سنة 1861 بلغ عدد السكان 2٬743 نسمة، وتطور العدد ليصل في سنة 2011 لـ 1٬547 نسمة.
يظهر هذا المخطط البياني تطور النمو السكاني لـ كاستلباغانو